# São Paulo Cup de Futebol de 2019
A São Paulo Cup é campeonato organizado pela Global Scouting Football Brasil e contar com times filiados à Federação Paulista de Futebol, mas que estão licenciados. A equipe do Independente Mogi Guaçu se sagrou campeão vencendo a equipe do Jaboticabal por 3 x 0.

## Participantes
GRUPO 1: Grêmio Barueri - Atlético Real Cubatense - Esporte Clube União Suzano - Andreense Futebol Clube - Independente Mogi Guaçu - Arujaense Esporte Clube.
GRUPO 2
Mogi Mirim Esporte Clube - Clube Atlético Lençoense - Sumaré Atlético Clube - Garça Atlético Clube - Jaboticabal Atlético - Flamengo Futebol Clube